# Hwal – Der Bogen
Hwal – Der Bogen (Originaltitel 활, Revidierte Romanisierung: Hwal) ist ein Spielfilm des südkoreanischen Regisseurs Kim Ki-duk aus dem Jahr 2005, Darsteller sind Han Yeo-reum, Jeon Seong-hwan und Seo Si-jeok. Er wurde 2005 beim Filmfestival in Cannes aufgeführt.

## Handlung
Ein alter Mann und ein 16-jähriges Mädchen leben auf einem Boot mitten auf dem Meer. Das Mädchen lebt seit 10 Jahren ununterbrochen bei dem Mann an Bord. Für dessen 17. Geburtstag hat der Alte die Hochzeit mit dem Mädchen geplant. Bis dahin bringt er zur Finanzierung des Lebensunterhalts regelmäßig Fischer an Bord. Eines Tages befindet sich unter ihnen ein junger Mann, der sich in das Mädchen verliebt und dadurch die Pläne des Alten gefährdet. Als der alte Mann die Gefahr bemerkt, verweist er den jungen Mann des Schiffes. Dieser kommt jedoch zurück und bittet um die Freigabe des Mädchens. Zunächst scheint es so, als würde der Alte sie gehen lassen, doch als das Boot mit den beiden jungen Leuten sich entfernt, begeht er einen Selbstmordversuch. Das Mädchen bemerkt dies, kehrt zurück und heiratet den alten Mann. Nach der Hochzeit schießt der alte Mann den Bogen seiner Geige wie einen Pfeil in den Himmel, springt ins Wasser und gibt sich dort dem Tod hin. Das Mädchen treibt in dem Boot zu dem jungen Mann zurück. Am Ende schippern die beiden jungen Leute Richtung Festland.
Der titelgebende Bogen dient dem Mann sowohl als Instrument, mit dem er zärtliche Melodien entstehen lässt, als auch als abschreckende Waffe und als Zubehör für ein obskures Wahrsagungs-Ritual.

## Interessantes
- Der gesamte Drehort von Der Bogen bestand lediglich aus Meer und einem alten Fischerboot.
- Die Dreharbeiten begannen am 2. Januar 2005 unter äußerst schlechten Wetterbedingungen. Das Filmteam durchlebte 17 Tage Dreharbeiten auf dem Meer in bitterer Kälte, ohne anständiges Essen oder eine richtige Toilette. Über 50 Crewmitglieder mussten sich mit all ihrem Equipment und den Requisiten auf das enge Boot zwängen.
- Kim Ki-duk wollte den Bogen unbedingt auch als Musikinstrument verwenden. Es war jedoch unmöglich, ihm Töne zu entlocken. So entschied er sich, eine spezielle Geige für die Musikaufnahmen zu benutzen. Als er durch Zufall die Geigerin (Haegum) Kang Eun-il spielen hörte, hatte er das Gefühl, ihre Musik wäre speziell für Der Bogen geschrieben worden. Kang Eun-ils Kompositionen „Fade Out“ und „Soaring“ wurden dann in den Film eingefügt.

## Kritik
„Von Abscheu bis Bewunderung gab es bisher eine weite Spanne an Reaktionen auf Kims Filme, die in ihrer Radikalität stark voneinander abweichen. Der Bogen dürfte dagegen auf Gleichgültigkeit treffen.“

„Kein Zweifel, Der Bogen ist spröde und bedrückend. Die Enge des Schauplatzes verbietet Kim sonst übliche komische Abschweifungen und Wendungen. Und dennoch zeigt sich wieder sein erzählerischer Einfallsreichtum, können vor allem die Darsteller überzeugen. Han Yeo-reum als Mädchen ist hinreissend, das Klischee der fernöstlichen Kindfrau fast übererfüllend. Jeon Sung-hwan als alter Mann – stoisch, viril und dennoch elegant. Er ist das dramatische Zentrum des Films.“

„In schönen Bildern und mit spirituellem Gestus philosophiert das Drama über die Dialektik von Refugium und Gefängnis, Zärtlichkeit und Sadismus, Liebe und Gewalt.“